# Épineuil-le-Fleuriel
Épineuil-le-Fleuriel – miejscowość i gmina we Francji, w Regionie Centralnym, w departamencie Cher.
Według danych na rok 1990 gminę zamieszkiwało 478 osób, a gęstość zaludnienia wynosiła 11 osób/km² (wśród 1842 gmin Regionu Centralnego Épineuil-le-Fleuriel plasuje się na 696. miejscu pod względem liczby ludności, natomiast pod względem powierzchni na miejscu 136.).